# Georg Eichler
Georg Eichler (* 5. November 1976) ist ein deutscher Basketballtrainer. Er war Trainer in der Damen-Bundesliga und in der zweiten Liga der Herren.

## Laufbahn
Eichler war zwischen 1998 und 2006 in unterschiedlichen Funktionen für den FC Bayern München tätig, wirkte als Jugendkoordinator sowie von 2001 bis 2004 und von 2004 bis 2006 als Cheftrainer der Herrenmannschaft des FCB.
Nach Stationen als Cheftrainer bei den Regionalligisten DJK Landsberg (2006/07) und TG Landshut (2007/08) arbeitete er in der Saison 2008/09 als Co-Trainer beim Bundesligisten TSV Nördlingen.
Ende Dezember 2009 übernahm Eichler bis Saisonende 2009/10 das Cheftraineramt beim Zweitligaverein Science City Jena und wechselte anschließend als Co-Trainer zum Bundesligisten BBC Bayreuth. Im März 2011 kehrte er nach Jena zurück, übernahm erneut den Posten des Cheftrainers und führte die vom Abstieg bedrohte Mannschaft zum Klassenerhalt. In den beiden folgenden Spielzeiten erreichte Jena unter Eichler jeweils die Playoffs und stieß dabei 2013 bis ins Halbfinale vor. Ab 2012 war er zusätzlich Assistenztrainer der deutschen Damen-Nationalmannschaft. Im Anschluss an die Saison 2012/13 endete Eichlers Amtszeit in Jena.
Eichler war in der Folge für den Bayerischen Basketball-Verband tätig, betreute unter anderem die Bayernauswahl als Trainer, ehe er 2015 vom Damen-Bundesligisten TSV Wasserburg als Cheftrainer verpflichtet wurde. In seiner ersten Saison (2015/16) führte Eichler den TSV zum Gewinn der deutschen Meisterschaft sowie zum Triumph im deutschen Pokalwettbewerb. 2016/17 gewann Wasserburg unter seiner Leitung abermals den DBBL-Pokal und den Meistertitel.
Kurz vor Weihnachten 2017 trennten sich Eichler und der TSV Wasserburg. Man sei wegen „unterschiedlicher Vorstellungen über die sportliche Ausrichtung für den Rest der Saison“ auseinandergegangen, hieß es in der Begründung des Vereins. Ende Mai 2018 wurde seine Rückkehr nach Wasserburg verkündet, letztlich kam es aber aufgrund finanzieller Einschränkungen des Vereins dennoch nicht zur erneuten Zusammenarbeit. Später wurde er als Jugendtrainer bei der Internationalen Basketball Akademie München (IBAM) tätig, betreute die U14-Mannschaft. Im Juni 2020 wurde Eichler ebenfalls im U14-Bereich Jugendtrainer bei der TS Jahn München. Er ging danach zum FC Bayern München zurück und übernahm bei dem Verein das Traineramt der U14-Mannschaft. Eichler führte die Bayern-Jugend 2023 zum Gewinn des Bayerischen Meistertitels. Hernach wurde er beim FC Bayern Trainer der U16-Mannschaft in der Jugend-Basketball-Bundesliga, die er in der Saison 2023/24 betreute.
2024 trat Eichler das Traineramt beim MTSV Schwabing II in der 2. Regionalliga an.

## Privates
Sein Bruder Josef Eichler spielte Basketball in der 2. Bundesliga.